# Coupe de France des jeux vidéo
La Coupe de France des jeux vidéo est l'événement de sport électronique qualifiant les équipes française pour l'Electronic Sports World Cup (ESWC) dans les disciplines homologuées.
Les finales 2008 ont eu lieu du 4 au 6 juillet 2008 au palais omnisports de Paris-Bercy à Paris.
Les finales 2010 ont eu lieu du 22 et 23 mai 2010 au centre commercial SATURN DOMUS à Rosny-sous-Bois(région parisienne).

## Disciplines
Qualifiant pour l'ESWC, la Coupe de France des jeux vidéo a donc les mêmes disciplines :
- Counter-Strike sur PC (compétition mixte) depuis 2003
- Counter-Strike sur PC (compétition féminine) depuis 2005
- Warcraft III : Reign of Chaos sur PC 2003
- Warcraft III : The Frozen Throne sur PC depuis 2004
- DotA Allstars sur PC
- TrackMania Nations ESWC sur PC 2006 / 2007
- TrackMania Nations Forever sur PC depuis 2008
- Quake III Arena sur PC 2003 / 2004 / 2005 / 2008 / 2009
- Quake 4 sur PC 2006 / 2007
- Call of Duty 4: Modern Warfare sur PC 2009

Nouveautés pour la Coupe de France des jeux vidéo 2010 :
- Quake Live sur PC
- Guitar Hero 5 sur XBOX360
- Street Fighter 4 sur XBOX360
- Need for Speed: Shift sur XBOX360
- FIFA 2010 sur PS3

## Vainqueurs

### Counter-Strike
- Champions de France 2010 : Équipe BURNING! (B!)
- Champions de France 2009 : Équipe Millenium ([M])
- Champions de France 2008 : Équipe emuLate! (emL)
- Champions de France 2007 : Équipe emuLate! (emL)
- Champions de France 2006 : Équipe WebOne (w1)
- Champions de France 2005 : Équipe goodgame (GG)
- Champions de France 2004 : Équipe armaTeam (aT)
- Champions de France 2003 : Équipe goodgame (GG)

### Counter-Strike féminin
- Champions de France 2010 : Équipe Millenium ([M])
- Champions de France 2009 : Équipe Games-Master (GM)
- Champions de France 2008 : Équipe emuLate! (emL)
- Champions de France 2007 : Équipe Be The Best (btb)
- Champions de France 2006 : Équipe Beat off The Best (btb)
- Champions de France 2005 : Équipe To Hell Angels (2L.Angels)

### Call of Duty 4
- Champion de France 2009 : Équipe H2K

### Warcraft
- Champion de France 2011 Warcraft III : The Frozen Throne : Monster (against All authority)
- Champion de France 2010 Warcraft III : The Frozen Throne : Monster (against All authority)
- Champion de France 2009 Warcraft III : The Frozen Throne : Psyko (Millenium)
- Champion de France 2008 Warcraft III : The Frozen Throne : Wolf (against All authority)
- Champion de France 2007 Warcraft III : The Frozen Throne : Wolf (goodgame)
- Champion de France 2006 Warcraft III : The Frozen Throne : ToD (Four Kings)
- Champion de France 2005 Warcraft III : The Frozen Throne : Wolf (goodgame)
- Champion de France 2004 Warcraft III : The Frozen Throne : FaTC (Schroet Kommando)
- Champion de France 2003 Warcraft III : Reign of Chaos : ToD (armaTeam)

### DotA Allstars
- Champions de France 2010 : Équipe Tribal  Gaming (Tribal)
- Champions de France 2008 : Équipe Serious Gaming (Serious)

### Pro Evolution Soccer
- Champion de France 2007 Pro Evolution Soccer 6 : Droodie (goodgame)
- Champion de France 2006 Pro Evolution Soccer 5 : Spank (against All authority)
- Champion de France 2005 Pro Evolution Soccer 4 : Nov (Lille Absolut Furet Club)
- Champion de France 2004 Pro Evolution Soccer 3 : Myto (Mont-de-Marsan)

### TrackMania
- Champion de France 2010 TrackMania Nations Forever : YoYo (yoyotech)
- Champion de France 2009 TrackMania Nations Forever : Carl (WebOne)
- Champion de France 2008 TrackMania Nations Forever : Carl (WebOne)
- Champion de France 2007 TrackMania Nations ESWC : Lign (WebOne)
- Champion de France 2006 TrackMania Nations ESWC : dridrione (OCRANA)

### Quake
- Champion de France 2010 Quake Live : Strenx (fnatic)
- Champion de France 2009 Quake III Arena : Strenx (Millenium)
- Champion de France 2008 Quake III Arena : Strenx (WebOne)
- Champion de France 2007 Quake 4 : falcuma (intensity)
- Champion de France 2006 Quake 4 : Winz (against All authority)

### Unreal Tournament
- Champion de France 2005 Unreal Tournament 2004 : Winz (against All authority)
- Champion de France 2003 Unreal Tournament 2003 : pMcc (armaTeam)

### Gran Turismo 4
- Champion de France 2006 : Lucky
- Champion de France 2005 : Carter